# 이홍곤
이홍곤(李烘坤, 1965년 12월 5일 ~ )은 대한민국의 정치인이다.

## 학력
- 서울대학교 농공학 학사

## 경력
- 민주노동당 경남도당 하동군 위원회 위원장
- 2006.07 ~ 2010.06: 제5대 하동군의회 의원
  - 2008.07 ~ 2010.06: 제5대 하동군의회 후반기 의회운영위원회 위원장
- 2010.07 ~ 2014.06: 제6대 하동군의회 의원

## 역대 선거 결과
|  | 21.57% |

|  | 23.46% |

|  | 48.10% |